# Marie-Luise Heller
Marie-Luise Heller, auch: Marie-Luise Weil oder Marie-Luise Weil-Heller (* 23. Juni 1918 in Worms; † 5. Dezember 2009 in Augsburg) war eine deutsche bildende Künstlerin auf dem Gebiet der geometrischen Abstraktion, des Informel, des Tachismus, der Op-Art, der ornamentalen Kunst und des Minimalismus.

## Leben und Werk
Marie-Luise Heller wuchs in Worms als Tochter des Unternehmers Carl Heller und der Pianistin Martha Heller auf. 1934 verließ sie die Höhere Mädchenschule in Worms und wechselte auf eine Mädchenschule mit Internat in Vevey / La Tour-de-Peilz in der Schweiz. Ihre Begeisterung galt den Malern der Frührenaissance. Eine Ferienreise nach England von 1935 bis 1936 und der damit verbundene Besuch der National Gallery vertieften ihre Begeisterung für die Kunst. Ihr Onkel, der Pferdemaler Karl Scheld, den sie häufig in seinem Atelier auf der Mathildenhöhe in Darmstadt besuchte, leitete sie als Erster an. Nach dem frühen Tod von Karl Scheld arbeitete sie im Atelier des Malers Anton Hartmann weiter.
Auf der Weltausstellung in Paris 1937 sah Heller das Monumentalgemälde „Guernica“ von Picasso. Von 1936 bis 1938 absolvierte sie ein Dolmetscherstudium in Englisch und Französisch in Heidelberg. Während dieser Zeit besuchte Abendkurse für das Aktzeichnen. 1939 reiste Heller nach Paris und traf in einer Galerie zufällig auf Picasso, der sie daraufhin in sein Atelier einlud. Von dieser Begegnung ist ein von Picasso signiertes Buch samt Widmung erhalten.
Ab 1940 belegte sie Kurse in einer privaten Malschule in Düsseldorf, eine Bewerbung an der dortigen Düsseldorfer Kunstakademie wurde abgelehnt. 1941 ging Heller zum Studium nach Frankfurt an die Akademie (Städelschule) zu Günther Graßmann, die jedoch ab dem Frühjahr 1945 ihren Betrieb nicht aufrechterhalten konnte. Heller ging zurück in ihre Heimatstadt Worms. Ein Jahr später zeigte sie dort eigene Arbeiten in ihrer ersten Einzelausstellung.
1947 zog sie nach München, um dort an der Blocherer Schule weiter zu studieren. Ein Wechsel an die Münchner Akademie war wegen deren Zerstörungen des Krieges für Heller erst ab 1948 möglich.
Ihre Faszination für Werke des Kunststudenten Ernst Weil veranlassten sie, sich bei seinem Lehrer Willi Geiger einzuschreiben. In dieser Klasse war auch Otto Piene, mit dem sie sich anfreundete.
Sie studierte von 1949 bis 1950 an der Kunstakademie in München, in dieser Zeit entstanden neben eigenen Arbeiten auch gemeinsame Werke mit Otto Piene. Mit Ernst Weil verband Heller das Interesse für die französische Kunst, das führte zu häufigen gemeinsamen Aufenthalten in Paris und an der Côte d’Azur. 1950 heirateten Heller und Weil. 1964 wurde die Ehe geschieden. Nach den inspirierenden ersten Jahren ihrer Beziehung wurde diese zunehmend einengend für Hellers eigene Ambitionen. Aus diesem Grund entstanden innerhalb der Zeit ihrer Ehe vorwiegend Papierarbeiten. Trotzdem nahm Heller von 1951 bis 1959 regelmäßig an Ausstellungen im Haus der Kunst in München teil.
1953 begegnete Heller Picasso erneut, diesmal in Vallauris. Dort dokumentierte sie über einen längeren Zeitraum hinweg Picassos Arbeit am sogenannten Friedenstempel. 1955 stellte sie zusammen mit Ernst Weil im Chateau Grimaldi in Antibes und 1958 wiederum im Haus der Kunst („Aufbruch zur modernen Kunst“) aus. Ab 1957 arbeitete sie für das Bayerische Werbefernsehen, daneben erteilte sie privaten Kunstunterricht.
Ende der 1950er Jahre orientierte sich Heller am französischen Informel, einer Spielart des Tachismus. Stark farbige Ölbilder entstanden. Ausschlaggebend für die wachsende Eigenständigkeit war der Kontakt zur Studentenszene der Philosophischen Fakultät, der Musikhochschule und ab 1968 der Technischen Hochschule in München. Es entstanden Werke aus vollkommen neuen Materialien. Flüssiges Plexiglas wurde eingefärbt und gegossen. Diese „Acrylics“ wurden ab 1969 von den „Plexiglasscheiben-Werken“ und „Dia-Objekten“ (Raumbilder aus Plexiglas) abgelöst, es dominierten die Motive der Spirale, der Schlangenparaphrasen und der Gittersysteme. Das Material Acrylglas bestimmte in den folgenden Jahren das Werk von Heller.
1977 kehrte Heller zur Fläche und zum Papier zurück und begann mit der Werkreihe der punktierten „Mäander“ als Metapher für Unendlichkeit und stehende Bewegung. In den Jahren 1976, 1977 und 1978 stellte Heller wiederholt in Mainz, Wiesbaden und München aus. Von 1999 bis 2000 erarbeitete Heller gemeinsam mit dem Kunsthistoriker Horst Ludwig ihre Monografie.
2006 zog sie nach Augsburg, dort verstarb sie 2009.

## Ausstellungen (Auswahl)

### Einzelausstellungen
- 2018: „Marie Luise Heller“ Kunsthaus Deutschvilla, Strobl am Wolfgangsee, Österreich
- 2018: ”Marie Luise Heller”, Museum für Konkrete Kunst, Ingolstadt
- 2018: Die Strukturen der Welt Marie Luise Heller (mit Bern Hahn), Galerie von Waldenburg
- 2012: Accrochage Claudia Weil Galerie, Friedberg
- 2010: ”Lust der Linie” Wittelsbacher Schloss Friedberg
- 2010: Kunstraum Kettner, Augsburg
- 2009: Kunstraum Kettner, Augsburg
- 1999: Seerosenpreis der Stadt München, Ausstellung im Kunstpavillon ”Alter Botanischer Garten” mit dem Titel ”Dialog der Linien”
- 1997: ”Lust der Linien”, Museum der Stadt Worms
- 1996: Ignaz-Günther Haus München ”Variable Krümmungen”
- 1982: Goethe-Institut in Brüssel ”Plexiglas-Objekte, Medidationsfahnen und Sequenzen”
- 1981: Aktion ”Erdteppich” in Worms ”fassbar, anfassbar, unfassbar”
- 1981: Kulturreferat der Stadt München
- 1980: Museum der Stadt Worms
- 1973: Tapisserie im Atelier Wylach, Wuppertal
- 1973: Kunstverein Karlsruhe
- 1972: Ausstellung im Studio Orny, München
- 1972: Studio Bruckmann, München
- 1971: Ausstellung im Zürich-Haus, Frankfurt am Main
- 1955: Ausstellung im Chateau Grimaldi, Antibes

### Gruppenausstellungen (Auswahl)
- 2018: ”Spielraum” Kulturspeicher Linz, Österreich
- 2017: „Serielle Formationen“ Daimler Art Collection, Berlin
- 2017: ”Spielraum” Landesgalerie Linz, Österreich
- 2017: ”Push and Pull”Schunck Museum Heerlen, Niederlande
- 2017: ”Diaphan-Abstrakt” Object40, Berlin
- 2016: ”Push and Pull”, Schunk Museum Heerlen, Niederlande
- 2014: ”Spielobjekte”- Die Kunst der Möglichkeiten” Museum Tinguely Basel
- 2013: ”Kunststoff” Kunstverein Spirale, Treuchtlingen
- 2002: ”Kunst als Lebenselixier”, Seidl-Villa, München
- 1982: Europatia Grece, Le Labyrinthe, Brüssel
- 1980: Museum Worms
- 1981: Künstlerwerkstätte Lothringenstraße, München
- 1976: ”Wormser und Frankenthaler Künstler im Landtag”, Mainzer Landtag
- 1975: Kunstverein München
- 1973: Kunstverein Karlsruhe
- 1972: Teilnahme an der Olympia-Ausstellung ”Weltkulturen und moderne Kunst” im Münchner Haus der Kunst
- 1972: Kunstverein Karlsruhe
- 1971: Landesmuseum Wiesbaden
- 1970: Haus der Kunst, München, Herbstsalon München
- 1969: Haus der Kunst, München
- 1968: Ancona II ”Annuale Italiana d´Arte grafica”
- 1967: Staatliche Grafische Sammlung München ”Kunst der Graphik in und um München”
- 1958: Haus der Kunst ”Aufbruch zur modernen Kunst”, München
- 1951–1956: regelmäßige Ausstellung im Haus der Kunst München ”Neue Gruppe”
- 1946: erste Ausstellung im damaligen Festhaus Worms